# Heliotropium riebeckii
Heliotropium riebeckii är en strävbladig växtart som beskrevs av Schweinf och Vierh. Heliotropium riebeckii ingår i Heliotropsläktet som ingår i familjen strävbladiga växter. Inga underarter finns listade i Catalogue of Life.